# Jarujinia bipedalis
Jarujinia bipedalis là một loài thằn lằn trong họ Scincidae. Loài này được Chan-Ard, Makchai & Cota mô tả khoa học đầu tiên năm 2011.